# ランアーチェリー

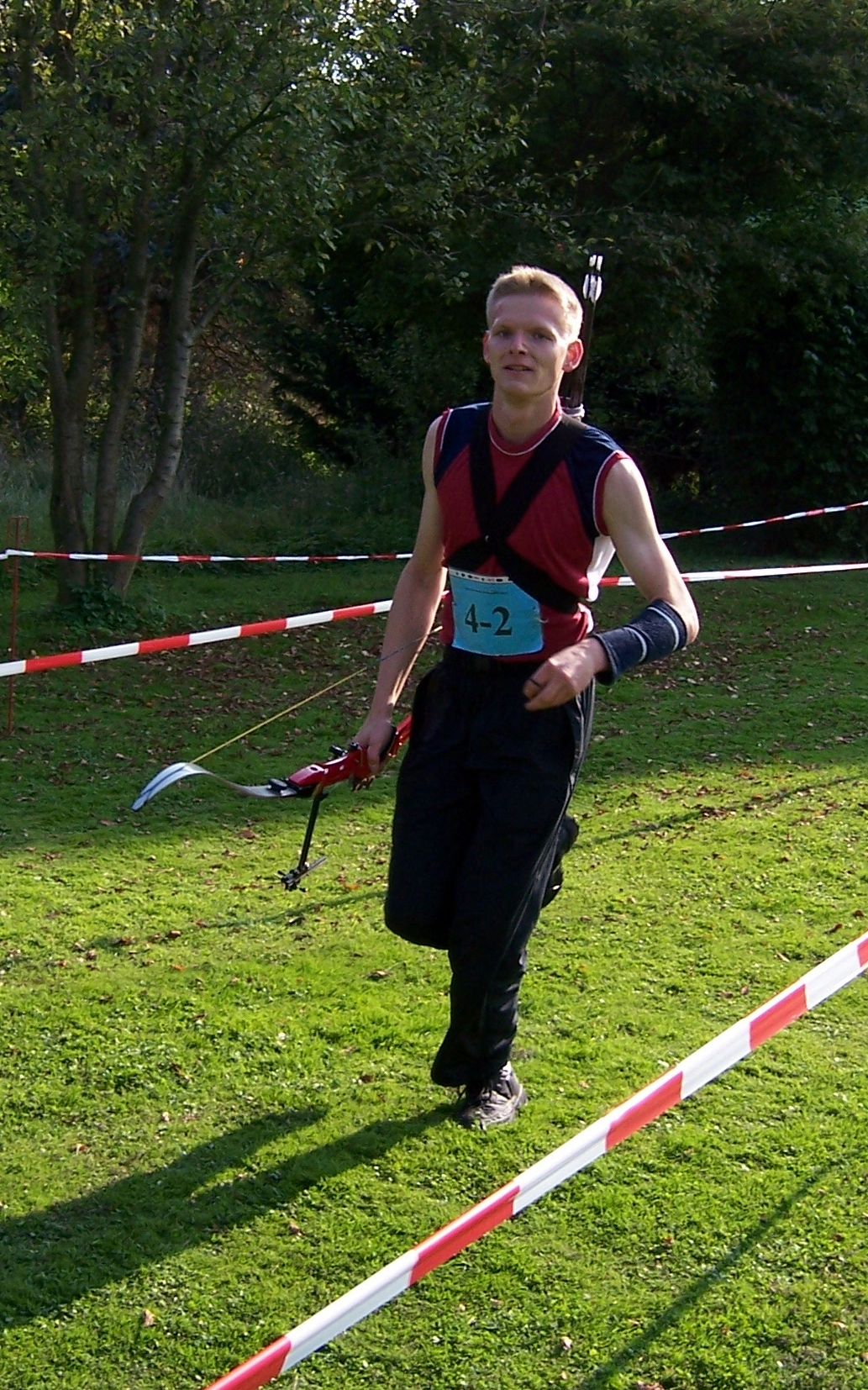
クイーバーとリカーブボウを装備したアーチャー

ランアーチェリー（又はアーカスロン）とはランニングとアーチェリーの複合競技である。「ランニングバイアスロン」のアーチェリー版。

## 歴史
ランアーチェリーは1990年代にヨーロッパのアーチェリー協会によって開発された。 
2000年以降、ロシア、ハンガリー、オランダ、ドイツなどの他の地域のいくつかの国では、毎年国内選手権を開催し始めた。
ランアーチェリーは2003年に世界アーチェリー連盟の競技として正式に認められた。
日本国内では、ごく一部の地域で大会が行われているが、アメリカと比べるとあまり普及していない。

## ルール
バイアスロンの競技と同様に、参加者は走ることから始まり、18m離れた、16cm幅の標的に向かって3本の矢を連続して射るという一連の動きを交互に行う。
得点に関しては、標的の中心に当たったか端に当たったかは関係なく、当たったか否かで決まる。標的を外すごとに、選手はペナルティループを 1回走らなければならない。
周回数は競技種目によって異なる。最も速く走り終えた選手が勝者となる。また、走っている間は弓を手に持っていなければならない。矢は射撃場に置いておくことも、矢筒に入れて運ぶこともできる。

## スキーアーチェリー
ランアーチェリーに似たものとして、スキーアーチェリー（又はアーチェリーバイアスロン）というものがある、クロスカントリースキーとアーチェリーの複合競技である。スキーを滑りながら、弓を使いウレタンなどでできた動物3D模型の標的を狙い、得点を競う競技である。一部外国では、競技として普及しており競技人口も多いが、日本では大会も少なく、ヨーロッパと比べるとあまり普及していない。
バイアスロンのアーチェリー版といえるため「アーチェリーバイアスロン」という呼び名もある。選手は試合中にスキー板を取り除くことを禁止されており、行射地点で弓を使うときに板と靴の固定は外すことができるが、その際もかならず体のどこかにスキー板が触れていなければならない。
一周2.5kmから1kmのノルディックコースを回り、18m先の4個の的に当てて、コースを4～5周する。一周する毎に18mの距離から直径16cmの的を1的あたり1射射つ。
スキーアーチェリーは、ヨーロッパを中心に開催されるが、銃規制が厳しい国の人間にとって、参加のハードルが低くなるため、日本においても少数ながら長野県などの降雪地帯で大会が開かれることがある。